# كيلي فريمون كريغ
كيلي فريمون كريغ (من مواليد 1 يناير 1981) هي كاتبة سيناريو ومنتجة ومخرجة أفلام أمريكية.

## الحياة الشخصية
ولدت في ويتير بكاليفورنيا وتخرجت في جامعة كاليفورنيا في إيرفين. تقيم الآن في لوس أنجلوس مع زوجها وابنها الصغير.

## الأعمال الفنية
| عنوان                                        | سنة  | دور                                   |
| -------------------------------------------- | ---- | ------------------------------------- |
| الأثر                                        | 2008 | قصة، كاتب                             |
| الخريجة                                      | 2009 | كاتبة السيناريو                       |
| عتبة السابعة عشر                             | 2016 | إخراج، وكتابة سيناريو                 |
| بامبلبي                                      | 2018 | إعادة كتابة غير معتمدة                |
| هل أنت هناك يا إلهي؟ إنه أنا، مارغريت (فيلم) | 2022 | المخرج وكاتب السيناريو والمنتج المنفذ |

## روابط خارجية
- كيلي فريمون كريغ على موقع IMDb (الإنجليزية)
- كيلي فريمون كريغ على موقع قاعدة بيانات الفيلم (الإنجليزية)